# Hikava szentély (Szaitama)
A Hikava szentély (冰川神社; Hepburn: Hikawa-jinja) egy japán sintó szentély Szaitama prefektúrában. A szentélyt egy nagyobb park, egy állatkert és egy múzeum is körülveszi. 

## Történet
A szentély hagyománya szerint a szentélyt Kósó császár uralkodása idején alapították i. e. 473-ban. Egy legenda elmondása szerint Jamatotakeru, akinek egy keleti hadjárat során megsebesült a lába, egy álmában látott idős ember utasításai szerint meglátogatta a szentélyt, majd imádkozás után képes volt megállni a saját lábán. Köztudott, hogy a környék egykori neve, mely Asidate volt (szó szerinti jelentése: lábon állni), az ő esete után lett elnevezve. A szentély területén található tó egy minumai maradék, amiről azt tartják, hogy a minumai vízistennek volt szentelve.
A Hikava az egykori Muszasi tartomány fő sintó szentélyeként volt tervezve. Ennek a fő szentélynek 59 alszentélye van Tokióban és további 162 alszentélye Szaitama prefektúrában.
1871-től 1946-ig a Hikava szentélyt hivatalosan a Kanpei-taisa egyikeként tartották számon, ami azt jelentette, hogy első helyen állt a kormány által támogatott szentélyek között. A fő szentély építményét 1882-ben újratervezték. 1940-ben egy kormány által finanszírozott projekt során újraépítették a szentély fő szerkezetét, a kaputornyot és más építményeket. 1976-ban a Meidzsi szentély nagy toriiját, melyet 1966-ban villámlás rongált meg, megjavították és áthelyezték a Hikava szentélybe.

## Istenségek
Jelenleg a legfőbb három isten.
- Szuszanoo no mikoto
- Inadahime no mikoto
- Ónamucsi no mikoto